# PSR J0348+0432
PSR J0348+0432 är en dubbelstjärna belägen i den södra delen av stjärnbilden Oxen. Den är ett binärt system av en pulsar och en vit dvärg, som upptäcktes 2007 med National Radio Astronomy Observatorys Robert C. Byrd Green Bank Telescope i en drift-scan-undersökning. Baserat på uppskattad parallax beräknas den befinna sig på ett avstånd på ca 7 000 ljusår (ca 2 100 parsek) från solen. Den rör sig närmare solen med en heliocentrisk radialhastighet på ca -1 km/s.

## Observation
År 2013 tillkännagavs en massmätning av en neutronstjärna på drygt två gånger solens massa (2,01±0,04 solmassor). Mätningen gjordes med en kombination av radiotiming och exakt spektroskopi av den vita dvärgen. Detta är något högre än, men statistiskt sett omöjligt att skilja från, massan av PSR J1614−2230, som mättes med Shapiro-fördröjningen. Mätningen bekräftade förekomsten av sådana massiva neutronstjärnor med hjälp av en annan mätteknik.

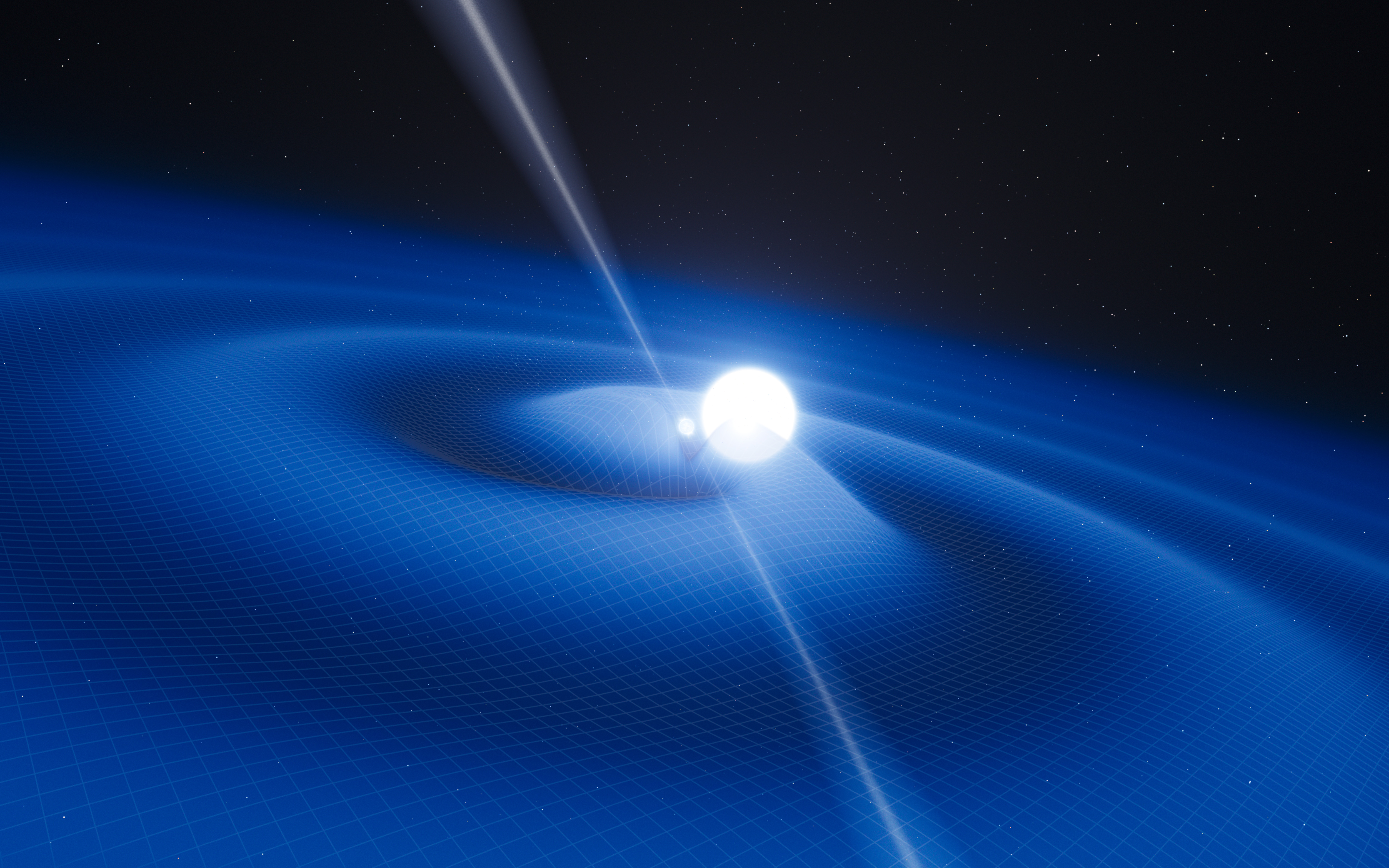
En konstnärs intryck av pulsaren PSR J0348+0432 och dess vita dvärg som följeslagare.

År 2011 observerades den vita dvärgen som följeslagare till pulsaren med FORS2-spektrografen från European Southern Observatory's Very Large Telescope i Chile. Dessa data kombinerades med radioobservationer för att bestämma massan av den vita dvärgen och pulsaren. Radiotiming av pulsaren med 305-meters radioteleskopet vid Arecibo-observatoriet och Effelsbergs 100-meters radioteleskop upptäckte snart också systemets omloppsavklingning på grund av emission av gravitationsvågor. Detta matchade den hastighet som förutspåddes av allmän relativitet.
Den första radiopulsaren upptäcktes 1967 av Jocelyn Bell och hennes rådgivare, Antony Hewish med hjälp av Interplanetary Scintillation Array. Franco Pacini och Thomas Gold lade snabbt fram idén att pulsarer är starkt magnetiserade roterande neutronstjärnor, som bildas som ett resultat av en supernova i slutet av livet för stjärnor som är mer massiva än cirka 10 gånger solens massa (M☉).

## Egenskaper
Primärstjärnan PSR J0348+0432 har en en massa som är lika med ca 2 solmassor, en radie som är ca 1,87 x 10-5 solradie. 
Kombinationen av en stor neutronstjärnemassa, lågmassig vit dvärg (massförhållande ~ 1:11,7) och kort omloppsperiod (2 timmar och 27 minuter) gör det möjligt för astronomer att testa generell relativitet i en regim av extrema gravitationsfält, där den aldrig tidigare testats. Resultatet har också betydelse för direkt detektering av gravitationsvågor och för förståelsen av stjärnutvecklingen. Den uppmätta massan av 2,01 ± 0,04 solmassor sätter en empirisk nedre gräns för värdet på Tolman–Oppenheimer–Volkoff-massa.
PSR J0348+0432 är också en kandidat som hyperonstjärna, en massiv neutronstjärna som innehåller hyperioner.